# Metrická soustava

Zeleně vyznačené státy, které oficiálně přijaly metrický systém. Pouze tři státy oficiálně metrický systém nepoužívají. Jsou jimi Myanmar, USA a Libérie.

Metrická soustava je soustava základních fyzikálních veličin, založená na jednotce 1 metr nebo jejích násobcích. Byla navržena v roce 1790 ve Francii. Postupně bylo v historii používáno několik mírně odlišných metrických soustav, v současnosti je mezinárodně používána soustava SI.

## Historie

### Metr
Metrická soustava vznikla v roce 1790, kdy francouzské Ústavodárné shromáždění pověřilo vědeckou komisi ve složení Borda, Condorcet, Lagrange, Laplace a Monge stanovením soustavy jednotek. Tato komise navrhla stanovit jako základ jednotek délky jednu desetimilióntinu zemského kvadrantu. Návrh byl schválen zákonem 26. března 1791. Měření probíhalo v letech 1792–1799, kdy zeměměřiči Délambre a Méchain měřili délku poledníku mezi Dunkerque a Barcelonou. Později bylo měření prodlouženo až na ostrov Formentera. Vlastní měření úseku dlouhého 1300 km probíhalo v tehdy ve Francii platných pařížských sázích ve versi použité při geodetickém měření Země (poledníku) v letech 1736-1739 v Peru (na území dnešního Ekvádoru). Dekret ze dne 10. prosince 1799 pak na základě měření a předpokladu o zploštění zemského elipsoidu 1:334 stanovil následující údaj:
- 1 m = 0,51307407 železného etalonu toise du Pérou (peruánského sáhu) při 13 °R
- 1 m = 443,295936 pařížských čárek

Na základě těchto měření byl nejprve zhotoven mosazný etalon metru a poté etalon platinový, který byl nazván archivní metr. Jeho délka byla platná při teplotě 0 °C.
Povinné užívání bylo zavedeno zákonem ze dne 18. germinalu r. III (7. dubna 1795) od 2. listopadu 1801. Napoleon Bonaparte svým dekretem 12. února 1812 znovu povolil staré jednotky. Zákon ze dne 4. července 1837 povinnost používat metrickou soustavu opět zavedl od 1. ledna 1840 a od té doby se ve Francii používá dodnes.
Francouzská vláda se snažila metrickou soustavu propagovat na výstavách a konferencích a její popularita zvolna stoupala. 8. srpna 1870 byla do Paříže svolána Mezinárodní metrová komise, která se sešla ještě v letech 1872 a 1875.
25. května 1875 podepsali zástupci 18 zemí tzv. Metrickou konvenci. Ta stanovila založení mezinárodního úřadu měr a vah, spravovaného mezinárodním výborem. Podle původního archivního metru byl vyroben mezinárodní etalon metru (užívaný dodnes) a jeho kopie, které byly vydány do členských států konvence. Etalony metru byly zhotoveny ze slitiny platiny a iridia, mají délku 1020 mm a průřez ve tvaru písmene X. Rakousko obdrželo kopie č. 15 a 19, Uhersko č. 14 tohoto etalonu.
V Rakousko-Uhersku byla metrická soustava zavedena zákonem ze dne 23. července 1871 s platností od 1. ledna 1876. Zákonem ze dne 12. ledna byla jako etalon schválena kopie č. 15, s tím, že je o 0,0000009 m delší, než metr v Sèvres.
Všechny etalony byly znovu schváleny 2. dubna 1899 francouzským zákonem.

### Síla
Důležitý vývoj v rámci metrické soustavy prodělal pojem síly. Původně byl kilogram jednotkou síly. Přesněji řečeno, kilogram představoval tíhu závaží o hmotnosti jednoho kilogramu. Gauss ale při svých pokusech ve druhé polovině 19. století použil gram a kilogram jako jednotku hmotnosti a toto chápání během konce 19. století převážilo. Nějakou dobu se užívaly jednotky kilogram hmotnosti a kilogram síly, který byl později přejmenován na jednotku kilopond. V současnosti je jednotkou síly newton.

## Metrické soustavy
Na základě definice metru bylo v historii stanoveno několik soustav jednotek, lišících se tím, které další jednotky byly vzaty za základní, jak byly definovány a jak byly definovány odvozené jednotky (různé číselné faktory ve veličinových vztazích, různé rozměrové vztahy; ne všechny soustavy byly koherentní). Mezinárodního uznání se (aspoň na čas) dostalo soustavám:
- CGS (centimetr-gram-sekunda)
  - CGSES (absolutní elektrostatická; centimetr-gram-sekunda-statcoulomb)
  - CGSEM (absolutní elektromagnetická; centimetr-gram-sekunda-abampér)
  - CGS Gaussova (absolutní symetrická)
- „metr-kilopond-sekunda“, tzv. technická soustava v mechanice
- MKS (metr-kilogram-sekunda)
  - metr-sekunda-(mezinárodní) ampér-(mezinárodní) ohm, tzv. technická soustava v elektrotechnice (praktická, materiální, "internacionální")
  - MKSA (metr-kilogram-sekunda-ampér) - přímý předchůdce SI
- soustava SI

## Státy, které nepoužívají metrický systém
Jen 3 státy oficiálně nepoužívají metrický systém USA, Libérie a Myanmar. Angloamerická měrná soustava je užívána v USA. Libérii pomohla založit Americká kolonizační společnost. Myanmar je bývalá britská kolonie, která si již začala osvojovat metrický systém.